# (36154) 1999 RY202
1999 RY202 (asteroide 36154) é um asteroide da cintura principal. Possui uma excentricidade de 0.14445140 e uma inclinação de 15.57688º.
Este asteroide foi descoberto no dia 8 de setembro de 1999 por LINEAR em Socorro.